# Червоне (урочище)
Урочище Черво́не — урочище в Україні, в межах Заліщицького району Тернопільської області, між селами Нирків і Нагоряни.
Урочище являє собою чашоподібне розширення каньйону річки Джурин завдовжки бл. 1,5 км (зі сходу на захід) і завширшки бл. 1 км (з півночі на південь). Це — унікальне геоморфологічне утворення з природними комплексами, типовими для південної частини Тернопільщини. Стінки каньйону стрімкі, місцями обривисті та частково скелясті, блідо-червоного забарвлення (звідси й назва урочища). Південні схили порослі лісом, на північних переважає степова рослинність, серед якої трапляються рідкісні види.
Посередині урочища (на дні каньйону) розташований пагорб, на якому стоїть Червоногородський замок. Довкола замку в минулому існувало місто Червоногород. У західній частині урочища на річці Джурин розташований найвищий в Україні рівнинний водоспад — Червоногородський (Джуринський).
Урочище окремого природоохоронного статусу не має, а входить до складу Національного природного парку «Дністровський каньйон».